# شهرداری کولدیگا
شهرداری کولدیگا (به لاتین: Kuldīga Municipality) یک شهرداری در کشور لتونی است. شهرداری کولدیگا ۲۷٬۴۳۰ نفر جمعیت دارد.